# International Deejay Gigolos
International Deejay Gigolos ist ein 1996 von DJ Hell in München gegründetes Plattenlabel für Elektronische Musik. Die Schwerpunkte der Veröffentlichungen liegen in den Bereichen Electro, House und Techno mit Einflüssen von 80er Jahre Pop und Disco. Insbesondere gilt das Label als Keimzelle des Musikgenres Electroclash in den späten 1990er Jahren.

## Gründung und Entwicklung
Das Label wurde von DJ Hell zusammen mit DJ Upstart im Jahr 1996 in München als Ableger von Disko B gegründet. Laut eigener Aussage wurde er bei der Namensgebung durch eine Unterhaltung mit Techno-Star Jeff Mills inspiriert. Die Hauptintention war und ist laut dem Inhaber, hochkarätige und gut ausgearbeitete Elektronische Musik mit Pioniergeist und Besonderheiten auf den Markt zu bringen. Das Label war zunächst ein Nebenprojekt von DJ Hell. Während der Anfangszeit von International Deejay Gigolos veröffentlichte er sein Album „Munich Machine“ und diverse 12 Inch Singles wie „Suicide Commando“ bei den Plattenlabels Disko B und V2 Records. Durch zunehmenden Bekanntheitsgrad und Kontakte gelang es schließlich, ein größeres Unternehmen daraus zu entwickeln. 1999 gelang mit der Single Kernkraft 400 die erste Platzierung in den deutschen Charts. Mitte der 2000er Jahre verlegte Hell den Sitz des Labels zeitweise nach Berlin.

## Vertrieb und Zielgruppe
Den Vertrieb in Deutschland übernimmt die Vertriebsfirma Rough Trade, auch für Deutschland und international die Firma Neuton, für England Vital UK, für die USA Caroline, für Frankreich Nocturne, für Italien Audioglobe, für Spanien PIAS, für Kanada Fusion 3, für die Beneluxstaaten News, für Österreich Inertia, für die Schweiz Namskeio, für Portugal Flur und Soulseduction für Australien. Die heutige Zielgruppe liegt hauptsächlich im Altersbereich zwischen 16 und 40 Jahren. Obwohl das Musikgenre des Labels heute in den meisten Vertriebsregionen der Subkultur angehört, ist die Zielgruppe nicht auf bestimmte gesellschaftliche Schichten oder Strömungen festgelegt.

## Künstler
Zu den fest angeschlossenen Künstlern des Labels gehören DJ Hell selbst, Tiga, Acid Maria, Miss Kittin, The Hacker, David Carretta, Dopplereffekt, Filippo Moscatello (DJ Naughty), Richard Bartz, UHU, Anthony „Shake“ Shakir, Crossover, Kiko, Mick Wills, Play Paul, Steril, Station Rose, XLOVER, Abe Duque, Chris Korda, Experimental Products, LeNoir & Meriton, Fischerspooner, Oliver Huntemann, Kim Peers, Psychonauts, Terence Fixmer, Tuxedomoon, Adriano Canzian, Christopher Just, Digitaria, Fat Truckers, G. Rizo, Jor-el, Martin Matiske, Mount Sims, The Dirty Criminals und Vitalic.
Weitere Künstler, die Remixe und andere Produktionen für das Unternehmen gemacht haben, sind unter Anderen Jeff Mills, Anthony Rother, Dave Clarke, Zombie Nation, Felix da Housecat, Rampa & Re.You (RAR), The Advent und Oliver Ton.

## Veröffentlichungen
Bis Juni 2006 hatte das Label insgesamt 194 Veröffentlichungen. Die meisten Ausgaben gibt es neben CDs auch auf Vinyl-Platten für DJs. Kommerziell relativ erfolgreich ist die Compilations-Serie „International DeeJay Gigolos CDs“. Davon gibt es bisher dreizehn Stück. Sie bestehen teilweise aus speziell dafür komponierten und produzierten Tracks und aus Remixen älterer Stücke.
Auf den ersten Vinyl-Platten, die veröffentlicht wurden, wurde die Muskelsilhouette von Arnold Schwarzenegger als Logo verwendet. Nach einem Rechtsstreit mussten diese vom Markt genommen werden. Es sind zum Teil Veröffentlichungen im Umlauf, wo der Kopf von Schwarzenegger überklebt wurde. Danach erschienen die Veröffentlichungen mit Sid Vicous (ebenfalls als Muskelsilhouette dargestellt) als Logo.